# Andrea Ferrario
Andrea Ferrario (Milano, 17 ottobre 1973) è un sassofonista italiano.

## Biografia
Laureato in filosofia e diplomato al conservatorio, alla fine degli anni '90 collabora con la Civica Jazz Band di Milano. Frequenta corsi di perfezionamento di Siena Jazz e Nuoro Jazz e con i musicisti Steve Grossman, Dave Liebman, Bobby Watson, Wes Anderson e Buster Williams.
Nei primi anni 2000, Ferrario si trasferisce a Bologna.
Collabora con Andrea Mingardi e Claudio Lolli. Partecipa, inoltre, ai tour estivi di Loretta Goggi e degli Stadio.
Dal 2020, è sassofonista ufficiale di Vasco Rossi.
Prende parte a numerosi festival e rassegne musicali. Si ricorda, in particolare, Bologna Jazz Festival, Umbria Jazz Festival e Garda Jazz Festival.

## Discografia

### Solista
- 2005 – Volo notturno [5]

### Duo
- 2015 – Bologna Skyline (con Michele Francesconi)

### Quartet
- 2011 – The Mask [6] (con Mauro Gallo, Marcello Molinari e Giannicola Spezzigu)

### Collaborazioni principali
- 2005 – Claudio Lolli, La scoperta dell'America
- 2007 – Andrea Mingardi, Andrea Mingardi canta Ray Charles - Tribute to the Genius - Live
- 2012 – Andrea Mingardi, Auguri auguri auguri
- 2013 – Massimo Coppola, Sinceri Oroscopi
- 2019 – Stadio, Tu sei l'amore di cui hai bisogno
- 2021 – Vasco Rossi, Siamo qui
- 2022 – Vasco Rossi, VASCO LIVE - Roma Circo Massimo
- 2022 – Stefano Ianne, Do ut diesis
- 2022 – Roberto Drovandi, Mondoraro Live